# Stefan Schäfer
Stefan Schäfer (Cottbus, 6 de gener de 1986) és un ciclista alemany que ha estat professional del 2008 al 2011. Combina la pista amb la carretera.

## Palmarès en ruta
- 2008
  - Vencedor d'una etapa a la Volta a Turíngia
- 2009
  - 1r al Memorial Henryk Łasak
- 2010
  - Vencedor d'una etapa a la Volta a Sèrbia
  - Vencedor d'una etapa a la Volta a Bulgària
- 2011
  - 1r a la Volta a Grècia i vencedor de 2 etapes
  - Vencedor d'una etapa al Cinturó a Mallorca
- 2012
  - 1r a la Rund um Sebnitz
- 2014
  - Vencedor d'una etapa a l'Istrian Spring Trophy

## Palmarès en pista
- 2009
  -  Campió d'Alemanya en Persecució per equips (amb Robert Bartko, Johannes Kahra i Roger Kluge)
- 2010
  -  Campió d'Alemanya en Persecució per equips (amb Robert Bartko, Henning Bommel i Johannes Kahra)
- 2011
  -  Campió d'Alemanya en Persecució per equips (amb Nikias Arndt, Henning Bommel i Franz Schiewer)
- 2013
  -  Campió d'Alemanya en Persecució
  -  Campió d'Alemanya en Persecució per equips (amb Roger Kluge, Felix Donatht i Franz Schiewer)
- 2014
  -  Campió d'Alemanya en Persecució
  -  Campió d'Alemanya en Mig Fons
- 2015
  -  Campió d'Alemanya en Madison (amb Christian Grasmann)
- 2016
  -  Campió d'Europa de Mig fons